# Antonia Locatelli
Antonia (Tonia) Locatelli (16 novembre 1937 – 10 mars 1992) est née à Fuipiano Valle Imagna (province de Bergame) en Italie et a vécu durant plus de 20 ans au Rwanda, en tant que religieuse puis en tant que laïque. Elle y a été directrice du Centre d’enseignement rural et artisanal intégré (CERAI) à Nyamata.
Venue au Rwanda en 1972 avec des volontaires rattachés aux sœurs hospitalières suisses de sainte Marthe. 
Elle s'engage dans des œuvres caritatives à Nyamata à travers l'éducation des jeunes filles.
Témoin de meurtre de réfugiés Tutsis dans la région de Nyamata en 1992, elle alerte la presse et les ambassades de Belgique et de France de la présence de forces de l'ordre venues de Kigali pour exécuter des Tutsis. 
La même soirée, elle est fusillée en représailles par le gendarme Epimaque Ulimubenshi devant les bâtiments de son école où elle avait caché des Tutsis fuyant les tueries du régime Habyarimana.

## Biographie
En Suisse, où elle avait émigré, Antonia Locatelli entre dans la congrégation des Hospitalières de Sainte-Marthe de Beaune du canton de Fribourg. En 1968, elle se rend au Bénin puis, avec un groupe de sœurs, au Rwanda, à la mission de Nyamata, à 30 kilomètres au sud de Kigali. Elle renonce à ses vœux monastiques et y fonde et dirige une école pour filles, le Centre d’enseignement rural et artisanal intégré (CERAI) où l'on enseigne en particulier l'élevage. 
En mars 1992, Antonia Locatelli est témoin des massacres de rwandais tutsis qui ont lieu dans la région du Bugesera (au sud de Kigali). Elle alerte par téléphone l'ambassade de Belgique.   
Le 9 mars 1992, elle dénonce à Radio France Internationale (RFI) et à Radio BBC le rôle du Gouvernement dans les tueries visant les Tutsi au Bugesera qui ont fait plus de 500 victimes en une semaine.   
Elle affirme que les meurtres sont commis par des personnes étrangères à la région et amenées là en voitures.   
La même soirée, elle est fusillée en représailles par le gendarme Epimaque Ulimubenshi devant les bâtiments de son école où elle avait caché des Tutsis fuyant les tueries du régime Habyarimana. 
Un officier de gendarmerie, Michel Robardey, témoigne qu'Antonia Locatelli a, le 9 mars 1992, alerté par téléphone de nombreuses personnes afin d'obtenir du secours. 
Deux jours plus tard,  le 11 mars 1992, l'ambassade de France à Kigali rend compte du décès d'Antonia Locatelli dans un télégramme diplomatique :

« Dans la commune de Kanzenze d'où sont partis les premiers massacres, une agression en pleine nuit contre des tutsis réfugiés à la paroisse de Nyamata a provoqué la mort d'une laïque italienne de 55 ans, sortie pour protéger ses élèves. La malheureuse a été atteinte de deux balles dans la poitrine tirée par les gendarmes. Méprise selon la version officielle, assassinat délibéré selon la rumeur. »

Antonia Locatelli est enterrée au mémorial de l'église de Nyamata. Sa tombe a été inaugurée par Paul Kagame qui lui a rendu hommage durant le discours qu'il a prononcé lors des commémorations du 25e anniversaire du génocide des Tutsis au Rwanda : « Tonia Locatelli, tuée en 1992 pour avoir dit la vérité sur ce qui était à venir. Le seul réconfort que nous pouvons vous offrir est notre chagrin partagé, et le respect dû à celles et ceux qui ont eu le courage de faire ce qui était juste. »

## Distinction
Le 04 juillet 2010, Antonia Locatelli est honorée d'une médaille de reconnaissance par Paul Kagame, lors de la journée nationale de libération.